# فرانك فارار
فرانك فارار (بالإنجليزية: Frank Farrar)‏ هو قاضي ومحامي أمريكي، ولد في 2 أبريل 1929 في برايتون في الولايات المتحدة.

## وصلات خارجية
- فرانك فارار على موقع إن إن دي بي (الإنجليزية)